# Heterusia quadruplicaria
Heterusia quadruplicaria är en fjärilsart som beskrevs av Charles Andreas Geyer 1832. Heterusia quadruplicaria ingår i släktet Heterusia och familjen mätare. Inga underarter finns listade i Catalogue of Life.